# Mine d'or du Hollandais perdu

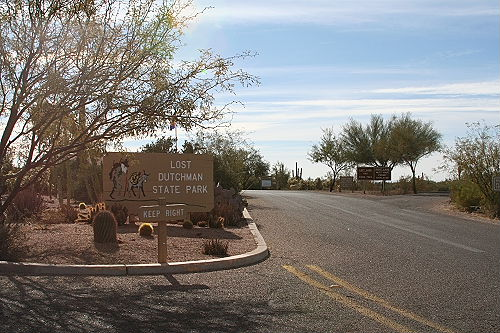
Entrée du Lost Dutchman State Park en Arizona.

La mine d'or du Hollandais perdu (en anglais, Lost Dutchman's Gold Mine) est supposément une fabuleuse mine d'or située dans les monts de la Superstition près d'Apache Junction en Arizona, à l'est de Phoenix aux États-Unis. Au XXIe siècle, le terrain la contenant est un Wilderness Area et l'exploitation minière y est restreinte par l'application du US CODE: Title 16,1133.
Cette prétendue mine tire son nom de l'immigrant allemand Jacob Waltz (car Dutchman était un terme fautif de l'argot américain qui désigne un Allemand, cette confusion provient du mot allemand Deutsch). C'est probablement la légende la plus connue du folklore américain. Par exemple selon Byrd Granger, des histoires à propos de cette mine auraient été publiées ou citées en 1977 six fois plus souvent que celle du trésor perdu du capitaine Kidd et que celle de la mine perdue de Pegleg Smith. Robert Blair affirme que plusieurs personnes ont recherché cette mine depuis 1892, alors que Granger affirme qu'environ 8 000 personnes tentent chaque année de la découvrir. Plusieurs auteurs affirment qu'il s'agit d'une légende urbaine, ce à quoi Blair réplique que les faits les plus importants de l'histoire sont véridiques.

## Culture

### Bandes dessinées
- Dans Le Secret du Hollandais, Picsou part à la recherche de cette mine et du trésor qu'elle renferme, à partir d'une carte donnée par Jacob Waltz lui-même.
- Le double épisode de la série Blueberry (de Jean-Michel Charlier (scénario) et Jean Giraud (dessin)) La Mine de l'Allemand perdu et Le Spectre aux balles d'or (1972), s'inspire de cette légende.